# Owczarek środkowoazjatycki
Owczarek środkowoazjatycki (oryginalna nazwa ros. среднеазиатская овчарка) – rasa psa zaliczana do grupy molosów w typie górskim, wyhodowana w Azji Środkowej, na terenie ZSRR. Jego pierwotnym przeznaczeniem była ochrona zwierząt hodowlanych przed wilkami oraz stróżowanie. 

## Pochodzenie i użytkowość

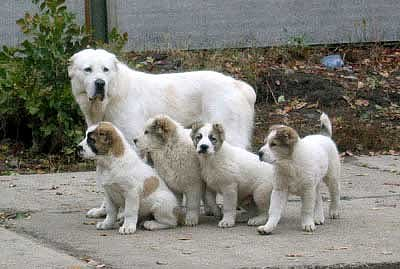
Samica ze szczeniętami

Jest to jedna z najstarszych ras na świecie. Źródła podają, że rasa liczy sobie ok. 4000–5000 lat. Jedna z teorii głosi, że owczarek środkowoazjatycki pochodzi od dawnych mastifów azjatyckich i jest protoplastą mastifa tybetańskiego. Inna, że wywodzi się właśnie od niego. 
Owczarek środkowoazjatycki pochodzi z rejonów Kazachstanu, Turkmenistanu, Kirgistanu, a także Uzbekistanu. Wykorzystywany do pilnowania licznych stad zwierząt hodowlanych, należących do ludów środkowej Azji, współcześnie staje się coraz mniej powszechny. Ma to związek z zanikiem na tamtych terenach typowo pasterskiego stylu życia oraz wypieraniem owczarka środkowoazjatyckiego przez owczarka kaukaskiego, z którym jest blisko spokrewniony. 
Jest psem odważnym, spokojnym i zrównoważonym. Czujny, potrafi błyskawicznie reagować na potencjalne zagrożenie. Doceniono także jego zdolność do pracy z człowiekiem w służbie np. policyjnej. Wymaga doświadczonego, konsekwentnego szkolenia.
Występuje wiele odmian tej rasy, zarówno w związku z umaszczeniem, budową czy strukturą włosa.
Niezależnie od regionu występowania, pies ten jest przystosowany do trudnych warunków klimatycznych, jak i terenowych środkowej Azji. Na obszarach stepowych, aby uzyskać osobniki szybsze i o lżejszej budowie krzyżuje się owczarki z chartami.
W krajach pochodzenia owczarkom środkowoazjatyckim tradycyjnie obcinano uszy i ogon. Miało to na celu uniknięcie ran w starciu z naturalnym wrogiem. Współcześnie niektóre kraje dopuszczają kopiowanie owczarków w hodowli – w Polsce mimo zakazu kopiowania psów w wystawach mogą uczestniczyć psy z obciętymi uszami i ogonem. W Czechach natomiast dopuszcza się kopiowanie ogona, psy z ciętymi uszami nie mogą być jednak wystawiane. 
Pies charakteryzuje się bardzo niskimi tonami szczeku. Odgłosy wydaje rzadko, są jednak głośne i donośne. Może mieszkać poza domem w okresie całego roku, bez problemu znosi temperatury do −25 stopni Celsjusza.
Oczekiwana długość życia psów tej rasy wynosi około 11 lat.

## Klasyfikacja FCI
W klasyfikacji FCI rasa ta została zaliczona do grupy II – Pinczery, sznaucery, molosy i szwajcarskie psy do bydła, sekcja 2.2 – Molosy typu górskiego. Nie podlega próbom pracy.